# Adelfo Magallanes
Adelfo Magallanes Campos (ur. 29 sierpnia 1913 w San Luis de Cañete, zm. 15 czerwca 1988 w Limie) – piłkarz peruwiański noszący przydomek  El Bólido, napastnik. Później trener.

## Życiorys
Urodzony w San Luis de Cañete Magallanes w piłkę zaczął grać w 1928 roku w klubie Alianza Lima. W 1930 roku został graczem pierwszej drużyny klubu Alianza, któremu pozostał wierny do końca kariery. Razem z Alianzą zdobył trzy tytuły mistrza Peru z rzędu - w 1931, 1932 i 1933.
Magallanes wziął udział w Igrzyskach Olimpijskich w 1936 roku, gdzie zagrał w dwóch meczach – z Finlandią i Austrią. Znakomicie spisująca się drużyna Peru po zwycięstwie nad Austrią znalazła się w półfinale igrzysk, ale gdy komisja regulaminowa anulowała wynik meczu z Austriakami, nakazując jego powtórzenie, Peruwiańczycy na znak protestu wycofali się z turnieju.
Wziął udział w nieudanym turnieju Copa América 1937, gdzie Peru zajęło ostatnie, szóste miejsce. Magallanes zagrał w czterech meczach – z Brazylią (zastąpił go Jorge Alcalde), Urugwajem (zdobył bramkę), Chile (wszedł na boisko za Teodoro Fernándeza) i Paragwajem (zmienił Pedro Ibáñeza).
W 1938 roku razem z reprezentacją Peru wygrał Igrzyska boliwaryjskie. Jako gracz klubu Alianza wziął udział w turnieju Copa América 1939, gdzie Peru zdobyło mistrzostwo Ameryki Południowej. Magallanes zagrał w dwóch meczach - z Ekwadorem (zastąpił go Teodoro Alcalde) i Paragwajem (wszedł na boisko za Teodoro Alcalde).
Dwa lata później wziął udział w turnieju Copa América 1941, gdzie Peru zajęło czwarte miejsce. Magallanes zagrał w czterech meczach – z Chile, Argentyną (wszedł na boisko za Leopoldo Quiñóneza), Ekwadorem i Urugwajem.
Następnie wziął udział w turnieju Copa América 1942, gdzie Peru zajęło piąte miejsce. Magallanes zagrał we wszystkich sześciu meczach – z Paragwajem (zdobył bramkę), Brazylią, Argentyną, Ekwadorem, Urugwajem (zastąpił na boisku Teodoro Fernándeza) i Chile.
Magallanes w 1945 roku zakończył karierę piłkarską – w klubie Alianza rozegrał 144 mecze i zdobył 32 bramki. Natomiast w reprezentacji Peru w latach 1936–1942 rozegrał 22 mecze i zdobył 4 bramki. Zaliczany jest do grona najwybitniejszych piłkarzy w historii peruwiańskiej piłki nożnej.
Po zakończeniu kariery piłkarskiej Magallanes został trenerem - w latach 1946–1948 i 1954–1956 trenował pierwszą drużynę w klubie Alianza Lima, doprowadzając swój zespół do trzech tytułów mistrza Peru – w 1948, 1954 i 1955. Trenował także w Kolumbii – w 1949 razem z drużyną Deportivo Cali zdobył wicemistrzostwo Kolumbii, następnie w 1951 pracował w klubie América Cali.
Zmarł 15 czerwca 1988 roku w Limie.